# Yangjiang
Yangjiang (chinesisch 阳江市, Pinyin Yángjiāng Shì) ist eine bezirksfreie Stadt an der chinesischen Südküste in der Provinz Guangdong.

## Geografie

### Lage
Yangjiang liegt im Westen Guangdongs. Es grenzt Westen an Maoming, im Norden an Yunfu, im Osten an Jiangmen und im Süden an das Südchinesische Meer. Die offiziell zur Stadt zählende Meeresfläche beträgt 12.300 Quadratkilometer, und die Gesamtlänge der Küstenlinie beläuft sich auf 470,2 Kilometer, davon 335,1 Kilometer Festland-, und 135,1 Kilometer Inselküste. Zum Gebiet von Yangjiang zählen 122 Inseln.

## Klima
Das Klima in Yangjiang ist subtropisch und ozeanisch.
Die Durchschnittstemperaturen liegen im Januar bei 14,6 °C und im Juli bei 28 °C. Die Niederschlagsmenge beträgt 2200 mm/Jahr. Vor allem im Süden von Yangchun übersteigen die Jahresniederschläge 2600 mm und gehören damit zu den höchsten in Guangdong. Mit Ausnahme eines großen Teiles der Küste sind die Niederschläge mit über 2000 mm/Jahr vergleichsweise hoch. Im Sommer und Herbst kann es Taifune und heftigen Regen geben.

## Geschichte
Die bezirksfreie Stadt Yangjiang wurde im Februar 1988 durch Umwandlung des bisherigen Kreises Yangjiang (阳江县) in eine bezirksfreie Stadt gegründet.

## Administrative Gliederung
Auf Kreisebene setzt sich Yangjiang aus zwei Stadtbezirken, einem Kreis und einer kreisfreien Stadt zusammen. Diese sind (Einwohnerzahlen nach der Volkszählung 2020):
- Stadtbezirk Jiangcheng (江城区), 779,7 km², 814.688 Einwohner, davon

- High-Tech-Industrieentwicklungszone (高新区), 62.328 Einwohner.

- Hailing - wirtschaftliche Versuchszone (海陵区), 78.376 Einwohner.
- Stadtbezirk Yangdong (阳东区), 1.703 km², 478.299 Einwohner, Hauptort: Großgemeinde Dongcheng (东城镇);
- Kreis Yangxi (阳西县), 1.435 km², 434.076 Einwohner, Hauptort: Großgemeinde Zhilong (织篢镇);
- Stadt Yangchun (阳春市), 4.038 km², 875.896 Einwohner.

## Bevölkerung
Bei der Volkszählung 2020 hatte Yangjiang 2.602.959 ständige Einwohner. Im Vergleich zur vorangegangenen Volkszählung 2010 war die Einwohnerzahl um 181.147 Personen (+7,48 %) gestiegen.
Nach der Volkszählung 2020 gab es etwa 49.500 Angehörige ethnischer Minderheiten (ca. 1,9 %). Zu den ethnischen Gruppen mit der größten Bevölkerungszahl gehören die Zhuang (28.000), Yao (7.500) und Miao (7.000).

## Verkehr
Durch die Präfektur verläuft die Autobahn von Guangzhou nach Zhanjiang (广湛高速) entlang der Städte Yangdong, Yangjiang und Yangxi und eine Autobahn, die Yangjiang und Yangdong mit dem dichten Autobahnnetz zwischen Guangzhou, Foshan, Jiangmen, Zhongshan, Zhuhai und Macau verbindet (西部沿海高速, „westliche Autobahn entlang des Meeres“).
Im Norden der Präfektur (Yangchun) verläuft die Eisenbahnlinie von Guangzhou nach Zhanjiang (三茂线). Eine weitere kleinere Eisenbahnlinie verläuft vom Norden der Präfektur bis an den Hafen von Yangjiang im Süden (阳阳铁路).

## Wirtschaft
Besonders Messer, Lack, Sojabohnen und Fisch sind für die Wirtschaft Yangjiangs von Bedeutung.
60 % der chinesischen Produktion von Messern und Scheren findet in Yangjiang statt und 80 % der Exporte kommen von dort. Die Präfektur wird deshalb auch die Hauptstadt der Scheren (国家刀剪之都) genannt. Auch eines der speziellen einheimischen Erzeugnisse ist ein Messer (阳江小刀 wörtlich „Yangjiang“ „kleines Messer“). Aus Yangjiang kommen auch immer wieder Messerfälschungen, wie angebliche „Made in Solingen“, Global oder CHROMA Messer.
Die Produktion von Drachen hat in Yangjiang eine 1400 Jahre alte Tradition.
Im Jahr 2024 waren etwa 100.000 Personen in der Fischereibranche beschäftigt. Die Jahresproduktion an Fischereiprodukten belief sich auf 1,2 Millionen Tonnen, davon 300.700 Tonnen aus der Meeresfischerei, 820.500 Tonnen aus der Meeresaquakultur und 104.100 Tonnen aus der Süßwasseraquakultur.